# Sân bay Senanga
Sân bay Senanga (IATA: SXG, ICAO: FLSN) là một sân bay ở Senanga, Zambia.